# 馬科希內
51°28′0″N 32°20′2″E / 51.46667°N 32.33389°E
馬科希内（烏克蘭語：Макошине），亦译为马科希诺，是烏克蘭北部切爾尼戈夫州科留基夫卡区梅纳市镇内的市級鎮。處於傑斯納河右岸，始建於1153年，面積4.1平方公里，2011年人口2,404，人口密度每平方公里586.34人。